# Cəfər Cabbarlı (métro de Bakou)
Cəfər Cabbarlı est une station de métro azerbaïdjanaise de la ligne 2 du métro de Bakou.
Elle fut réalisée en 27 octobre 1993.

## Situation sur le réseau
Établie en souterrain, la station Cəfər Cabbarlı est située sur la ligne 2 du métro de Bakou, entre les stations Memar Əcəmi, en direction de Xətai, et Nəsimi, en direction de Dərnəgül.